# Animals with the Tollkeeper
Animals with the Tollkeeper és una pel·lícula romàntica fantàstica estatunidenca de 1998 escrita i dirigida per Michael Di Jiacomo en el seu debut com a director, i protagonitzada per Tim Roth, Mili Avital i John Turturro.

## Sinopsi
Henry (Tim Roth) és un taxista de la ciutat de Nova York, desenganyat de tot i amb instints suïcides, que rep l'encàrrec de portar tres ancians cineastes francesos per Nova Anglaterra. un d'ells és mort pel camí, però els alters insisteixen en continuar. A una gasolinera coneix una bella dona anomenada Fatima (Mili Avital), i se n'obsessiona tant fins al punt de treballar en feines supervisades per la seva insuportable mare (Barbara Bain).

## Repartiment
- Tim Roth com a Henry
- Mili Avital com a Fàtima
- Rod Steiger com a Fontina
- Barbara Bain com a la mare
- John Turturro com Tuxedo Man
- Mickey Rooney com a peatge
- Lothaire Bluteau com el jove Laurent
- Jacques Herlin com a Laurent
- O-Lan Jones com Essie

## Producció
El rodatge va tenir lloc a Carolina del Sud el març de 1997. El primer segment en blanc i negre de 13 minuts The Tollkeeper es va rodar el desembre de 1996 a Utah.

## Recepció
El Mail & Guardian va donar a la pel·lícula una crítica positiva: "El guió de Di Jiacomo per a Animals difumina els nivells de la realitat acceptada i la màgia, i tot i que això pot revelar una fascinació pel realisme màgic que s'està convertint en popular a les pel·lícules, i aquí fa una història capriciosa i de color imaginatiu que fins i tot aconsegueix tenir un final acurat." Va participar en la secció oficial del XXXI Festival Internacional de Cinema Fantàstic de Catalunya, on va guanyar el Premi al millor director